# Esporte Clube Noroeste
El Esporte Clube Noroeste és un club de futbol brasiler de la ciutat de Bauru a l'estat de São Paulo.

## Història
El Noroeste va ser fundada en el mateix dia en què el Corinthians, l'1 d'setembre de 1910, el club va guanyar el Campionat del Interior, el primer títol del club en 1943 després d'un enfrontament amb Guarani de Campinas al Pacaembu. l'equip es converteix en professional en 1948 i 1953. venç divisió d'accés es va convertir en l'elit fins a 1966 que s'enfronten molts equips com el Santos de Pelé, Palmeiras de Djalma Santos, entre d'altres. Després es va posar entre els ascensos i descensos de categoria fins a 1980. En 1978 va competir en el Campionat Brasiler, important divisió nacional. L'any 2005, guanya la Copa FPF. El 2006, norusca va aconseguir la millor col·locació del campionat Paulista, cinquè, jugat en la sèrie C 2006 a 2008. El 2012, es va consagrar bicampió de la Copa FPF.
Actualment disputa la série A-3, equivalent al tercera divisió del Campionat Paulista.

## Estadi
El Norusca nana els seus jocs a l'Estadi Alfredão, construït en 1935, amb capacitat per a 18.866 persones.

## Palmarés
- 3 Campionat Paulista Série A-2: 1953, 1970 i 1984
- 2 Campionat Paulista del Interior: 1943 i 2006
- 2 Copa FPF: 2005 i 2012
- 1 Campionat Paulista Série A-3: 1995

## Jugadors Destacats
- Toninho Guerreiro
- Zé Carlos
- Jairzinho
- Lorico
- Baroninho
- Vagner Mancini
- Bruno César